# Laguinge-Restoue
Laguinge-Restoue (Baskisch: Liginaga-Astüe) is een gemeente in het Franse departement Pyrénées-Atlantiques (regio Nouvelle-Aquitaine) en telt 149 inwoners (1999). De plaats maakt deel uit van het arrondissement Oloron-Sainte-Marie en ligt in de Baskische provincie Soule.

## Geografie
De oppervlakte van Laguinge-Restoue bedraagt 6,0 km², de bevolkingsdichtheid is 24,8 inwoners per km².
De onderstaande kaart toont de ligging van Laguinge-Restoue met de belangrijkste infrastructuur en aangrenzende gemeenten.

## Demografie
Onderstaande figuur toont het verloop van het inwonertal (bron: INSEE-tellingen).